# Carlinhos Brown
Antônio Carlos Santos de Freitas (Salvador, 23 de novembro de 1962), conhecido pelo nome artístico Carlinhos Brown, é um cantor, compositor, músico e artista visual brasileiro. Internacionalmente reconhecido por sua contribuição na música popular brasileira, foi o primeiro brasileiro a fazer parte da Academia do Óscar e a receber os títulos de Embaixador Ibero-Americano para a Cultura e Embaixador da Justiça Restaurativa da Bahia.
Ao longo de sua trajetória, promoveu diversas revitalizações rítmicas, desenvolvendo ricas e significativas conexões com suas raízes ancestrais. Participou diretamente dos primeiros arranjos que originaram o axé music e o samba-reggae, compondo a partir daí centenas de sucessos, e criando conteúdos artísticos revigorantes para a cena da música pop brasileira que reverberam mundo afora, a exemplo da Timbalada, movimento percussivo vivo nascido nos anos 90. Formou mais de 15 mil músicos espalhados pelo mundo, e entre os diversos prêmios recebidos em toda carreira, destacam-se um Prêmio Goya, dois Grammy Latinos e 8 indicações, além do troféu entregue em reconhecimento à sua atuação como arte-educador pela ISME - Sociedade Internacional de Educação Musical.
Entre os intérpretes e parceiros de composições de Brown, se encontram artistas importantes da música brasileira, como Marisa Monte, Arnaldo Antunes, Sérgio Mendes, Daniela Mercury, Margareth Menezes, Ivete Sangalo, Caetano Veloso, Gilberto Gil, Maria Bethânia, Gal Costa, Elba Ramalho, Milton Nascimento, Djavan, Nando Reis, Cássia Eller, Zizi Possi, Elza Soares, Ney Matogrosso, Rita Lee e Fafá de Belém, além de bandas como Os Paralamas do Sucesso e Sepultura, e artistas internacionais como Shakira, Josh Groban e Angélique Kidjo.
Entre 2020 e 2021, quatro novos álbuns nasceram sob o Selo do artista, a Candyall Music: “Axé Inventions – Àjààlà”, em comemoração aos 35 anos do axé music, primeiro álbum voltado inteiramente para o gênero; “Umbalista” e “Umbalista Verão”, álbuns que reúnem grandes sucessos de sua trajetória, com versões inéditas em sua voz, de composições autorais; e o álbum infantil “Paxuá e Paramim em: A Floresta dos Rios Voadores”, reunindo 10 canções com mensagens de preservação do meio ambiente. O artista também é responsável pela criação do Programa de Pertencimento Ambiental, com cartilhas educacionais que buscam reconectar o vínculo sentimental do ser humano à natureza.
Entre os diversos prêmios recebidos em toda carreira, destacam-se um Prêmio Goya, 2 Grammy's Latinos (em 2003 pelo disco "Tribalistas" e em 2004 pelo disco "Carlinhos Brown é Carlito Marrón"), além de 08 indicações. Carlinhos também foi premiado em reconhecimento à sua atuação como arte-educador pela ISME - Sociedade Internacional de Educação Musical. Ele também concorreu, em 2012, ao lado de Sérgio Mendes, ao Oscar de Melhor Canção Original pela música "Real in Rio", do filme "Rio".

## Cantor
Nascido Antônio Carlos Santos de Freitas, em 1962, na comunidade do Candeal Pequeno de Brotas, um quilombo de resistência africana cravado no coração da cidade de Salvador, na Bahia, Carlinhos Brown promoveu, ao longo de sua carreira, diversas revitalizações rítmicas, desenvolvendo ricas e significativas conexões com suas raízes ancestrais.
Reconhecidamente um dos artistas mais criativos e inovadores da cultura brasileira, o músico vive continuamente em busca de novas experimentações sonoras. Ainda na juventude, tornou-se responsável por boa parte das revoluções musicais da sua época. Desde então, participou diretamente dos primeiros arranjos que originaram o axé music e o samba-reggae, compondo a partir daí centenas de sucessos, contabilizando mais de 800 canções registradas e mais de mil gravações cadastradas no banco de dados do Ecad.
No mesmo Candeal Pequeno de Brotas onde nasceu, criou conteúdos artísticos revigorantes para a cena da música pop brasileira que reverberam mundo afora, a exemplo da Timbalada, movimento percussivo vivo, potencializador de talentos, que nasceu no início dos anos 90 e segue em constante transformação sob a luz do Mestre Brown. O grupo musical reinventou as sonoridades do timbau, e a partir dele foram criados também novos instrumentos, como a Bacurinha, Surdos-Virados e Rubber Nose.
Seu nome artístico consta ser uma homenagem a James Brown, ícone do funk e da soul music, e H. Rap Brown, ativista dos direitos civis. Foi iniciado na música através de Osvaldo Alves da Silva, o Mestre Pintado do Bongô. Seus primeiros instrumentos, que marcariam toda a carreira e estilo musical, foram os de percussão, com aprendizado e desenvolvimento das células rítmicas provenientes dos terreiros de candomblé.
Em 1979, tocou na banda de rock Mar Revolto, em sua primeira gravação profissional. Carlinhos tornou-se um dos instrumentistas mais requisitados da Bahia no início da década de 1980. Em 1984 tocou na banda Acordes Verdes, de Luiz Caldas. Foi um dos criadores do samba-reggae e, em 1989, fez parte da banda de Caetano Veloso no disco Estrangeiro. Nesta participação, sua composição "Meia Lua Inteira" fez muito sucesso no Brasil e no exterior. Ainda em 1985, a música "Visão de Cíclope", composição de Carlinhos Brown em parceria com Luiz Caldas e Jeferson, tornou-se um dos sucessos mais tocados nas estações de rádio de Salvador.
Em seguida, surgiram "Remexer", "O Coco" e "É Difícil", composições suas interpretadas por outros artistas, que lhe renderam o troféu Caymmi, um dos mais importantes da música baiana. Participou também de turnês mundiais com João Gilberto, Djavan e João Bosco.
Na década de 1990, projetou-se nacional e internacionalmente como líder do grupo Timbalada. Este grupo reuniu mais de cem percussionistas e cantores, chamados de "timbaleiros", a maioria jovens pobres do bairro do Candeal, onde nasceu o compositor. Atualmente, não toca mais regularmente com esta banda, mas Brown continua a ser o mentor e produtor do grupo em todos os catorze álbuns que a banda lançou até hoje. Foi ainda o responsável por criar o tradicional "arrastão da quarta-feira de cinzas" do carnaval de Salvador em 1990, no qual os artistas saem em trio elétrico sem cordas para os foliões aproveitarem o último dia de carnaval. Em 1993, o álbum homônimo da Timbalada foi indicado pela revista Billboard como "o melhor CD produzido na América Latina". Em 1995, Os Paralamas do Sucesso e Djavan gravam "Uma Brasileira", parceria dele com Herbert Vianna, líder dos Paralamas.
Após o sucesso da Timbalada, começou sua carreira solo oficial em 1996, com o lançamento do disco Alfagamabetizado. O álbum entrou para a lista do livro 1001 discos para ouvir antes de morrer, que reúne opiniões de noventa críticos reconhecidos internacionalmente.
Em 1998, lança seu segundo álbum da carreira solo, intitulado Omelete Man, produzido pela cantora e amiga Marisa Monte, no qual a mesma faz um dueto com o cacique na música "Busy Man", com destaque também para a música "Faraó", que fez sucesso no carnaval de Salvador.
Em 2001, teve uma participação muito polêmica no Rock in Rio. Escalado para um "Dia do Rock" onde mais tarde tocariam Guns N' Roses, Ira!, Ultraje a Rigor, e Oasis, a música de Brown não agradou os espectadores, e sua exigência de desligar as mangueiras que no show precedente do Pato Fu refrescaram o público do forte calor carioca irritou a plateia. Durante toda a apresentação o público xingou Brown e atirou garrafas no cantor, mesmo depois dele levantar uma pequena bandeira que um espectador lhe deu, onde lia-se "Paz no Mundo", e dizer frases como "eu sou do amor" e "eu só jogo amor".
Com Marisa Monte e Arnaldo Antunes, lançou, em 2002, o projeto Tribalistas. O álbum de estreia do grupo, lançado em CD e  DVD, arrebatou prêmios e alcançou a marca de mais de 1 milhão de cópias vendidas alçado por sucessos como "Já Sei Namorar" e "Velha Infância", mesmo que o trio tivesse optado por fazer poucas apresentações e entrevistas. Depois de gravar uma nova canção em 2013, "Joga Arroz", em 2017 os Tribalistas se reuniram, com um novo álbum e uma turnê.

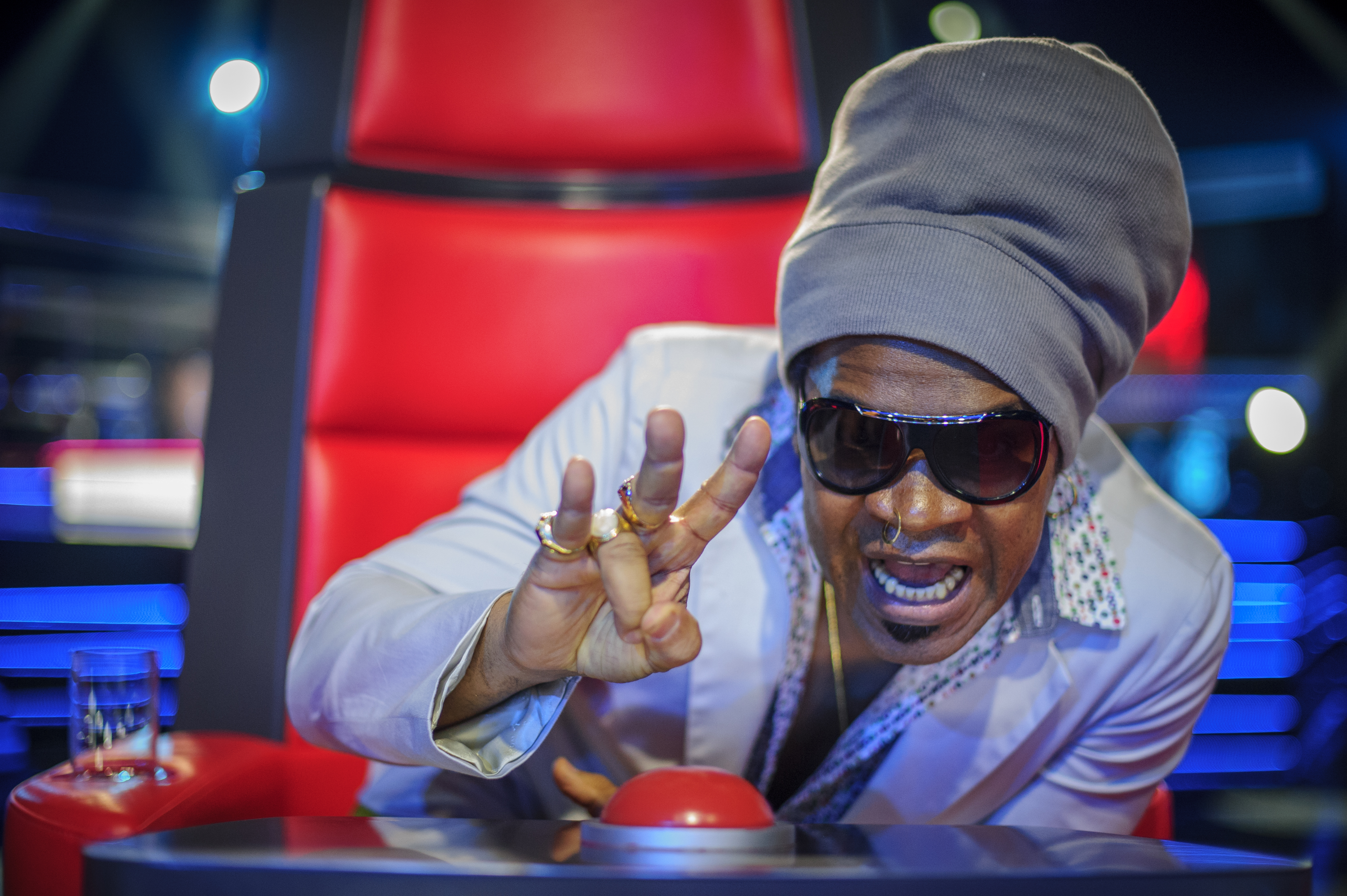
Carlinhos Brown no The Voice Brasil de 2012

Em 2007, lançou o álbum A Gente Ainda Não Sonhou, um disco totalmente produzido e quase todo tocado por Brown.
Em 2010, lançou o single "Earth Mother Water", um apelo pela preservação do planeta. O videoclipe da música foi dirigido por Gualter Pupo e Valter Kubrusly e faz parte de manifestações contra o consumo irresponsável dos recursos naturais. Desde o lançamento de seu primeiro CD solo, Brown contabiliza vários trabalhos, sendo dois lançados concomitantemente no final de 2010: Adobró e Diminuto. Naquela época, o músico se dividia entre a carreira internacional, que tem uma base sólida principalmente na Europa, seus projetos sociais no bairro do Candeal, em Salvador, além dos projetos culturais, shows, produção de discos e trilhas para espetáculos de dança, filmes, dentre outras produções.
Em 2012, passa a ser jurado do The Voice Brasil ao lado de Claudia Leitte, Daniel e Lulu Santos. O cantor ainda viria a ser jurado na versão para crianças do mesmo reality show.

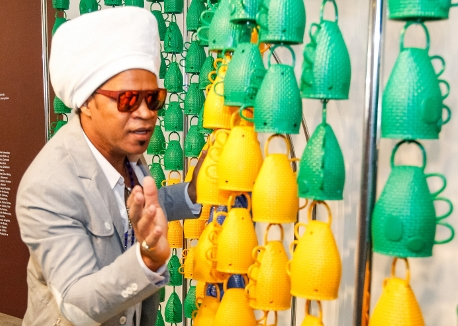
Carlinhos Brown com Caxirolas

Carlinhos Brown, em parceria com uma multinacional, foi o responsável pelo lançamento do instrumento que seria o oficial da Copa das Confederações FIFA de 2013 e da Copa do Mundo FIFA de 2014, a caxirola, tida como uma cópia em plástico do caxixi. Uma vez que a produção das caxirolas ficaria na mão de empresas privadas, os artesãos que mantêm viva a cultura do caxixi não ganhariam nada. Entretanto, depois de um incidente em um estádio que resultou em caxirolas jogadas no campo, o objeto foi vetado das competições por questão de segurança.
Em dezembro de 2014, foi coroado rei da percussão da Portela, posto criado especialmente para ele pela escola de samba do Rio de Janeiro, pela qual desfilou em 2015.
Em setembro de 2015, Brown voltou a tocar no palco do Rock in Rio, acompanhado de seu amigo Sérgio Mendes, numa recepção mais amistosa. A dupla cantou alguns sucessos de parceria.

## Compositor
Já em 1985, Carlinhos Brown havia alcançado a marca de 26 músicas de sua autoria tocando simultaneamente nas rádios de Salvador. Essa performance previa a consagração como compositor, que veio em 2008, quando Carlinhos Brown foi considerado, pelo ranking do Escritório Central de Arrecadação e Distribuição, o segundo maior arrecadador de direitos autorais em shows do país, atrás apenas de Chico Buarque.
Extremamente ligado à cultura afro-brasileira e ao carnaval da Bahia, é um dos grandes fornecedores de matéria-prima para os intérpretes dos trios elétricos, sendo que  o primeiro grupo a gravar seus sucessos foi o Chiclete com Banana, com as músicas "É Difícil", "Selva Branca", "Capoeira Larará", "Zum Zum Zum Pra Quê" e "Rumba de Santa Clara". Diversas músicas suas foram campeãs do carnaval de Salvador, com destaque para "Dandalunda", com interpretação de Margareth Menezes, "Rapunzel", gravada por Daniela Mercury, e "Cadê Dalila?", interpretada por Ivete Sangalo.
Mas a obra de Brown encantou diversos outros artistas da música popular brasileira, que registraram, em seus álbuns, canções compostas pelo baiano. Dentre eles, estão alguns nomes da mais fina flor da MPB. Maria Bethânia, Gal Costa, Caetano Veloso, Marisa Monte, Nando Reis, Cássia Eller, Herbert Vianna e mesmo a banda de thrash metal Sepultura são alguns dos que contam com composições de Brown em seus trabalhos e primeiro destaque internacional com a canção Magalenha com Sergio Mendes no álbum Brasileiro.
Em 2012, concorreu ao Oscar com a canção "Real in Rio", fruto de uma parceria com Sérgio Mendes para a trilha sonora do filme Rio.
Em 2022, foi um dos compositores do Samba-enredo da Mocidade Independente de Padre Miguel, num enredo sobre Oxóssi, recebendo o Estandarte de Ouro de Melhor Samba-enredo.

## Agitador cultural
Carlinhos Brown foi responsável pela criação de vários grupos musicais além da Timbalada. Por exemplo: Vai Quem Vem, que participou do CD Brasileiro, de Sérgio Mendes; a Bolacha Maria, grupo percussivo formado apenas por mulheres; Lactomia, que reunia crianças carentes do Candeal que produziam seus próprios instrumentos com material reciclado; além da Timbalada e, mais recentemente, o Hip Hop Roots, que, orientados por Brown, reinventam a forma de tocar o surdo, e o Candombless, grupo que reúne altas patentes do candomblé e músicos populares, misturando os sons dos terreiros com as músicas popular e eletrônica.
Além dos grupos musicais, Brown também é responsável pela criação de outros projetos e empreendimentos na área cultural. Dentre eles, destaca-se o Museu du Ritmo. Em 2007, Brown arrendou o casarão do antigo Mercado do Ouro, no bairro do Comércio, em Salvador, com o objetivo de transformá-lo em um centro cultural e um museu de artes. Hoje, o local abriga grandes eventos e já possui um acervo com importantes obras, inclusive telas do próprio Brown. O projeto do Museu du Ritmo pretende transformá-lo num centro de cultura que deve incluir também uma escola de inclusão digital que beneficiará as comunidades circunvizinhas. Além de tudo isso, a partir de 2009, o Museu vai abrigar o primeiro centro de música negra do mundo, em parceria com o Governo do Estado da Bahia e a empresa francesa Mondomix, como parte das comemorações pelo ano da França no Brasil.
Um dos eventos que acontecem no Museu du Ritmo é o Sarau du Brown. Desde 2006, durante o verão de Salvador, Brown reúne diversas formas de arte como música, poesia, teatro, artes plásticas, além de um desfile de moda, tudo acontecendo no mesmo local, trazendo, assim, um novo conceito para os ensaios de verão, tradicionais na capital baiana. As noites do Sarau são encerradas sempre com um show de Brown e convidados especiais. Em 2007, passaram, pelo palco do Sarau, artistas como Caetano Veloso, Claudia Leitte, Larissa Luz, Margareth Menezes, o angolano Dog Murras, além da única apresentação pública dos Tribalistas, com as presenças de Arnaldo Antunes e Marisa Monte.

## Ativismo
Carlinhos Brown teve uma infância pobre em recursos financeiros, no bairro do Candeal Pequeno, em Salvador. Mas a música sempre o aproximou das questões sociais. O músico criou vários projetos, programas e grupos musicais que modificam a vida de crianças e jovens carentes de Salvador. Através das mãos de Brown, já foram formados mais de 5 000 percussionistas que, hoje, se destacam tocando pelo Brasil e pelo mundo. Alguns em carreira solo, outros acompanhando grandes nomes da música mundial, como o grupo americano Stomp.
No Candeal, Carlinhos implementou o projeto "Tá Rebocado", de urbanização e saneamento do bairro, que recebeu, em 2002, o Certificado de Melhores Práticas do Programa de Assentamentos Humanos das Nações Unidas/UN-Habitat. Em 1994, foi fundada, por Carlinhos Brown, a Associação Pracatum Ação Social. O lugar é um centro de referência em cursos de formação profissional em moda, costura, reciclagem, idiomas e oficinas de capoeira, dança e de temáticas ligadas à cultura afro-brasileira, além de uma escola infantil. Os projetos são parceiros de instituições importantes mundialmente, como os Ministérios da Educação e do Trabalho e a UNESCO. Criou o Festivall Ghetho Square, evento musical promovido em 2006 no Candeal e que recebeu diversos artistas. Atualmente, é um espaço voltado a experiências culturais por meio do projeto "Vem Pra Cá Tu".
Pela sua trajetória de engajamento com as questões sociais, Carlinhos Brown já recebeu diversos prêmios. Dentre eles, destaca-se o mais recente, recebido na Europa. Em 2008, Brown foi agraciado com o '12 meses, 12 causas', prêmio promovido pelo Telecinco, importante canal de TV espanhol.
Foi uma das atrações musicais da cerimônia de entrega do Prêmio Sim à Igualdade Racial 2023, ao lado de BK', MC Soffia, Linn da Quebrada, Kaê Guajajara e Liniker.

## Carreira internacional
Desde os tempos da Timbalada, Carlinhos Brown é figura constante em shows e turnês pela Europa. Com o lançamento dos primeiros CDs, veio a solidificação da sua carreira solo. Atualmente, Brown é um dos artistas brasileiros mais populares e respeitados em todo o mundo, com destaque especial na Europa: Espanha, França, Itália e Alemanha.
Realizou, na Espanha, quarenta espetáculos, entre os meses de maio e julho de 2005. Nos cinco "Carnaval Movistar", o artista brasileiro transformou, por algumas horas, as ruas de Bilbau (21 de maio), Barcelona (28 de maio), Madrid (18 de junho), Sevilha (26 de junho) e Valência (17 de julho), na agitação de Salvador.
Esta turnê acabou em 27 de agosto em Alcalá de Henares (Madrid) e levou o artista em maio a Albacete e Tomares (Sevilha) e em junho a Girona, Logronho, Salamanca, Jaén, Corunha, Valladolid, Saragoça e Castela e Leão.
Entre outras cidades, o cantor se apresentou em julho em Córdova, Tenerife, Grã-Canária, La Palma, Valência, Gijón e no Festival Pireneus Sul e em agosto em Pinto (Madrid), Pontevedra, Alicante, Gandia, Bilbau, Maiorca, Serpa e Lagos em Portugal. O cantor, maior fenômeno da música baiana na Europa, foi seguido por outras bandas e cantores no mesmo passo.
O reconhecimento do trabalho de Carlinhos Brown também pode ser mensurado pela realização, em 2004, do filme documentário El Milagro de Candeal, do cineasta espanhol Fernando Trueba. O filme retrata a comunidade do Candeal através dos olhos do músico cubano Bebo Valdés, em sua primeira visita à Bahia aos 85 anos e seu encontro musical com Brown. No mesmo ano, foi lançada a trilha sonora do filme, com 13 músicas compostas ou adaptadas por Brown. O filme ganhou os Prêmios Goya 2005, na Espanha, por Melhor Canção Original ("Zambie Mameto").
Também teve uma pequena participação no filme estadunidense Velocidade Máxima 2, fazendo um show num cruzeiro no início do filme.
Carlinhos Brown foi responsável por uma boa parte das músicas filme de animação da Fox Rio, que foi um grande sucesso de bilheteria. Entre as músicas da trilha sonora do filme, estão "Sapo Cai", "Let Me Take You To Rio","Forró da Fruta", "Funky Monkey" e a indicada ao Oscar de 2012, "Real in Rio". Atualmente, Carlinhos Brown é técnico do The Voice nas diversas versões do reality.

## Vida pessoal
Foi casado com Helena Buarque de Holanda, filha de Chico Buarque e Marieta Severo, e teve, com ela, quatro filhos: Francisco, Clara, Cecília e Leila. Ele também é pai de Miguel e Nina, frutos de relacionamentos anteriores.
Em 2022, Brown e sua família se submeteram a um teste de ancestralidade genética, em que se comprovou a sua ascendência miscigenada: beninense, nigeriana, serra-leonina, norte-africana, ugandense, irlandesa, espanhola e indiana.

## Filmografia

### Televisão
| Ano       | Título           | Função  | Nota(s)                 | Emissora |
| --------- | ---------------- | ------- | ----------------------- | -------- |
| 2012–2023 | The Voice Brasil | Técnico | Temporada 1–7, 9–10, 12 | TV Globo |
| 2016–2023 | The Voice Kids   | Técnico |                         | TV Globo |
| 2022      | The Voice +      | Técnico |                         | TV Globo |

### Cinema
| Ano  | Título              | Papel            | Notas         |
| ---- | ------------------- | ---------------- | ------------- |
| 1997 | Velocidade Máxima 2 | Cantor           | Não creditado |
| 1997 | Navalha na Carne    |                  |               |
| 2001 | Xuxa e os Duendes   | Duende Músico    |               |
| 2011 | Rio                 | Vozes adicionais | Dublagem      |
| 2014 | Rio 2               | Vozes adicionais | Dublagem      |

## Discografia

### Carreira solo
- 1996 - Alfagamabetizado - Delabel/EMI (150.000 cópias vendidas)
- 1998 - Omelete Man - EMI (45.000 cópias vendidas)
- 2001 - Bahia do Mundo, Mito e Verdade[29] - EMI (40.000 cópias vendidas)
- 2003 - Carlinhos Brown é Carlito Marrón - BMG Brasil/BMG Espanha (50.000 cópias vendidas na Espanha)
- 2007 - A Gente Ainda Não Sonhou - Som Livre (100.000 cópias vendidas)
- 2010 - Adobró - Candyall Music/Sony Music
- 2010 - Diminuto - Candyall Music/Sony Music
- 2012 - Mixturada Brasileira - Candyall Music/Sony Music
- 2014 - Marabô - Candyall Music
- 2014 - Vibraaasil Beats Celebration - Candyall Music
- 2015 - Sarau du Brown - Ritual Beat System - Candyall Music
- 2016 - Artefireaccua - Incinerando o Inferno - Candyall Music
- 2017 - Semelhantes - Candyall Music

#### Álbuns ao vivo
- 2006 - Ao Vivo no Festival de Verão Salvador

### ComTribalistas
- 2002 - Tribalistas - Phonomotor Records/EMI
- 2017 - Tribalistas - Phonomotor Records/EMI

### Projetos coletivos
- 2010 - Candombless - Candyall Music/Tratore
- 2004 - Candyall Beats (2004) - Candyall Music

### Participações em outros projetos
- 1996 - Álbum Roots, do Sepultura - letra, vocais, berimbau, timbau, wood drums, djembê, xequerê e Surdo na faixa Ratamahatta
- 2015 - Álbum In Concert em Brotas do Daniel, faixas "Amor I Love You" e "Tantinho"

 
|}

## Prêmios e indicações
Óscar
| Ano  | Categoria              | Trabalho                                                               | Resultado |
| ---- | ---------------------- | ---------------------------------------------------------------------- | --------- |
| 2012 | Melhor Canção Original | Real in Rio - Carlinhos Brown e Sérgio Mendes • letras: Siedah Garrett | Indicado  |

 Grammy Latino
| Ano  | Categoria                                    | Trabalho                                                     | Resultado |
| ---- | -------------------------------------------- | ------------------------------------------------------------ | --------- |
| 2001 | Melhor Canção Brasileira                     | Amor I Love You - Part. Marisa Monte                         | Indicado  |
| 2003 | Melhor Canção Brasileira                     | Tribalistas - Arnaldo Antunes, Marisa Monte (Tribalistas)    | Venceu    |
| 2003 | Melhor Álbum de Pop Contemporâneo Brasileiro | Já Sei Namorar - Arnaldo Antunes, Marisa Monte (Tribalistas) | Indicado  |
| 2004 | Melhor Álbum de Pop Contemporâneo Brasileiro | Carlinhos Brown é Carlito Marrón                             | Venceu    |
| 2005 | Melhor Álbum de Pop Contemporâneo Brasileiro | El Milagro De Candeal                                        | Indicado  |
| 2006 | Melhor Canção Brasileira                     | O Bonde do Dom - Arnaldo Antunes, Marisa Monte               | Indicado  |
| 2007 | Melhor Álbum de Pop Contemporâneo Brasileiro | A Gente Ainda Não Sonhou                                     | Indicado  |
| 2011 | Melhor Álbum Cantor/Compositor               | Diminuto                                                     | Indicado  |
| 2011 | Melhor Álbum de Engenharia de Gravação       | Diminuto                                                     | Indicado  |

 Troféu Dodô e Osmar
| Ano  | Categoria                                            | Trabalho                      | Resultado |
| ---- | ---------------------------------------------------- | ----------------------------- | --------- |
| 1996 | Melhor Música                                        | Margarida Perfumada (Autoria) | Venceu    |
| 1997 | Melhor Música                                        | Rapunzel (Autoria)            | Venceu    |
| 1998 | Melhor Instrumentista                                | Carlinhos Brown               | Venceu    |
| 2003 | Melhor Música                                        | Dandalund (Autoria)           | Venceu    |
| 2004 | Melhor Música                                        | Maimbê Dandá (Autoria)        | Venceu    |
| 2009 | Melhor Música                                        | Cadê Dalila? (Autoria)        | Venceu    |
| 2009 | Melhor Figurino Masculino (Júri Técnico)             | Carlinhos Brown               | Venceu    |
| 2009 | Projeto Visual de Trio (Júri Técnico)                | Carlinhos Brown               | Venceu    |
| 2011 | Produção de Moda de Artista Masculino (Júri Técnico) | Carlinhos Brown               | Venceu    |
| 2011 | Projeto Visual de Trio (Júri Técnico)                | Carlinhos Brown               | Venceu    |
| 2011 | Melhor Percussionista                                | Carlinhos Brown               | Venceu    |
| 2014 | Melhor Figurino Masculino (Júri Técnico)             | Carlinhos Brown               | Venceu    |

 MTV Video Music Brasil
| Ano  | Categoria                       | Trabalho   | Resultado |
| ---- | ------------------------------- | ---------- | --------- |
| 1997 | Videoclipe do Ano               | A Namorada | Indicado  |
| 1997 | Escolha da Audiência            | A Namorada | Indicado  |
| 1997 | Melhor Videoclipe POP           | A Namorada | Indicado  |
| 1997 | Melhor Direção em Videoclipe    | A Namorada | Indicado  |
| 1997 | Melhor Fotografia em Videoclipe | A Namorada | Indicado  |

 Grande Prêmio do Cinema Brasileiro
| Ano  | Categoria                     | Trabalho          | Resultado |
| ---- | ----------------------------- | ----------------- | --------- |
| 2007 | Melhor Trilha Sonora          | Cidade Baixa      | Indicado  |
| 2012 | Melhor Trilha Sonora Original | Capitães da Areia | Indicado  |

 Prêmio Multishow de Música Brasileira
| Ano  | Categoria             | Trabalho        | Resultado |
| ---- | --------------------- | --------------- | --------- |
| 1997 | Melhor Cantor         | Carlinhos Brown | Venceu    |
| 1998 | Melhor Instrumentista | Carlinhos Brown | Venceu    |

 Prêmio Goya
| Ano  | Categoria          | Trabalho        | Resultado |
| ---- | ------------------ | --------------- | --------- |
| 2005 | Best Original Song | "Zambie Mameto" | Venceu    |

 Prêmio Annie
| Ano  | Categoria                                    | Trabalho | Resultado |
| ---- | -------------------------------------------- | -------- | --------- |
| 2012 | Best Music in an Animated Feature Production | Rio      | Indicado  |

 Prêmio Black Reel
| Ano  | Categoria | Trabalho   | Resultado |
| ---- | --------- | ---------- | --------- |
| 2012 | Best Song | "Fly Love" | Indicado  |

 Prêmio Contigo de Cinema Nacional 
| Ano  | Categoria            | Trabalho          | Resultado |
| ---- | -------------------- | ----------------- | --------- |
| 2012 | Melhor Trilha Sonora | Capitães da Areia | Indicado  |

### Outros
| Ano  | Prêmio                                    | Categoria                  | Trabalho                              | Resultado |
| ---- | ----------------------------------------- | -------------------------- | ------------------------------------- | --------- |
| 2012 | Prêmio ACIE de Cinema                     | Melhor Trilha Sonora       | Capitães da Areia                     | Indicado  |
| 2012 | Troféu Raça Negra                         | Homenagem                  | Carlinhos Brown                       | Venceu    |
| 2014 | Nickelodeon Kid's Choice Awards Argentina | Favorite Latin Music       | "La La La (Brazil 2014)" Feat Shakira | Indicado  |
| 2014 | VEVO Hot This Year                        | Best Female Video          | "La La La (Brazil 2014)" Feat Shakira | Indicado  |
| 2015 | International Dance Music Awards          | Best Latin/Reggaeton Track | "La La La (Brazil 2014)" Feat Shakira | Indicado  |

Civis
| Ano  | Condecoração        | Grau                | Concedente                | Ref.   |
| ---- | ------------------- | ------------------- | ------------------------- | ------ |
| 2006 | Ordem de Rio Branco | Oficial suplementar | Luiz Inácio Lula da Silva | [ 30 ] |